# Hündlekopf
Der Hündlekopf ist ein 1111 Meter hoher Gratkopf des 1124 Meter hohen Berges Hochsiedel in den Allgäuer Alpen. Andere Quellen geben seine Höhe mit 1112 oder mit 1114 m an. Der mit Holzkreuz markierte Gipfel ist der prominenteste Punkt der umgebenden Hündlealpe. 

## Geographie
Der Hündle ragt leicht exponiert in das Tal der Konstanzer Ach (Konstanzer Tal) und bietet einen umfangreichen Blick in dieses. Vom Gipfel, der die meisten Berge der nördlichen Nagelfluhketten überragt, sieht man weit ins oberschwäbische Tiefland. 
Im Westen blickt man direkt auf das Bergdorf Steibis und in das tief eingeschnittene Tal der Weißach dazwischen. 
Die Sicht zum Gemeindehauptort Oberstaufen verstellt der Staufen, der nur geringfügig weniger hoch, aber in direkter Linie und sehr nahe beim Ort steht. Die Gratlinie zwischen dem Staufen und dem Hündlekopf ist ein Teil der Europäischen Hauptwasserscheide zwischen Mittelmeer und Nordsee.

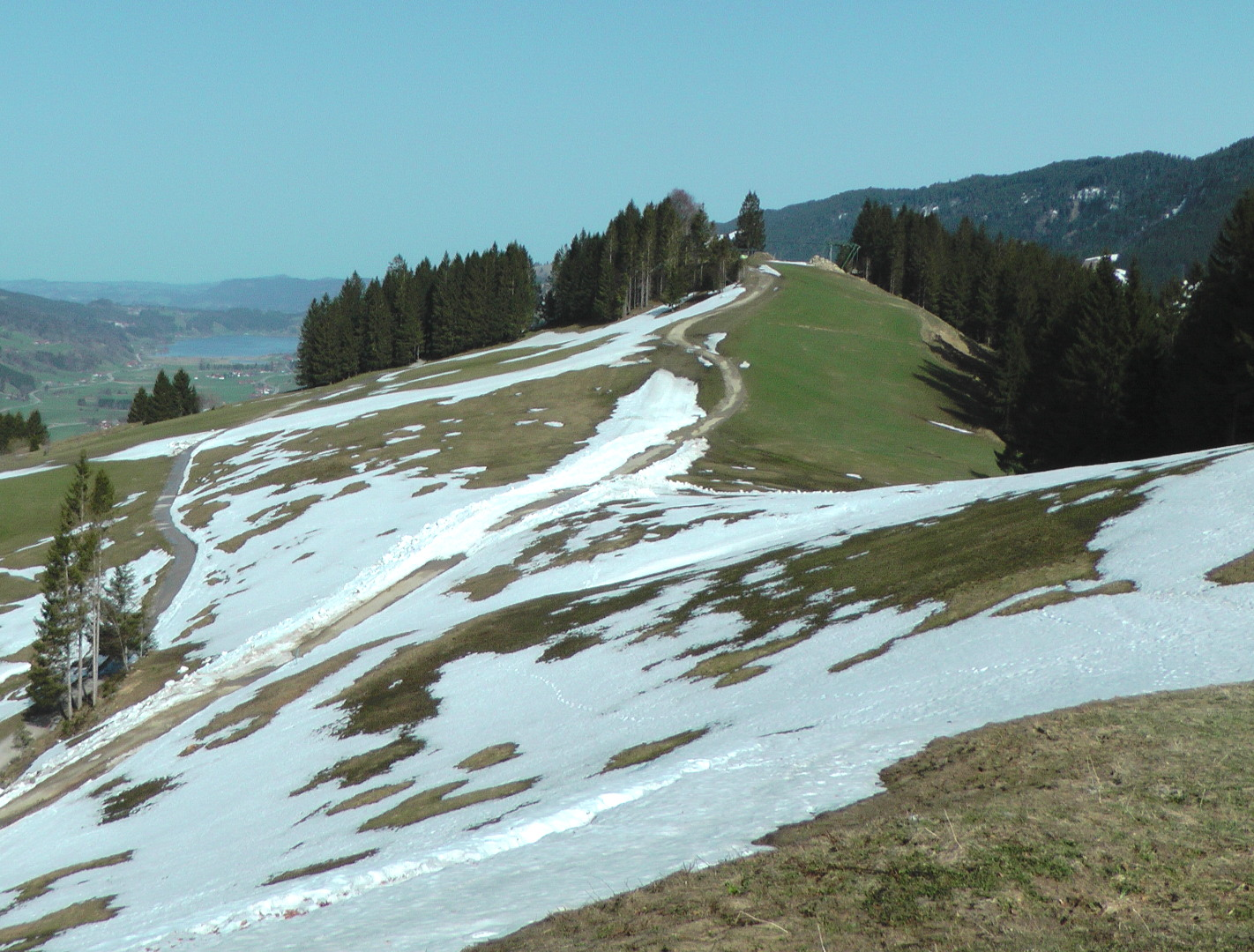
Blick vom Hündlekopf auf den Gipfel des Hochsiedels

## Der Begriff „Hündle“
Als einzige geographische Entität wird die Graterhebung Hündlekopf mit diesem Namen bezeichnet. Laut Ortsnamenforscher Dertsch leitet sich dieser Name von Heidelbeere ab, was auf einen einstmals heidelbeerreichen Platz hindeuten würde. Unbekannt ist, ob die Alpe nach dem Gratkopf benannt wurde oder der Gratkopf nach der dreiteiligen Alpe, die als einzige kulturelle Errungenschaft aus vortouristischer Zeit diesen Namen trägt. Die touristische Erschließung begann 1963 mit dem Bau einer Sesselbahn von der Unterhündle- bis etwa zur Oberhündle-Alpe, die selbstverständlich Hündlebahn genannt wurde. Mit dem massiven Einzug der Touristen, insbesondere der Skifahrer, die direkt von der B308 in die Bahn umsteigen konnten, wurde auch Hündle als Lokalität überregional populär. Heute werden mit den eingänglichen Begriff auch alle weiteren touristisch verwertbaren Anlagen und Sehenswürdigkeiten zwischen Thalkirchdorf und Buchenegg beworben und von den Tourismusbetrieben suggeriert, dass dies der natürliche Name des ganzen Berges Hochsiedel sei.

## Wirtschaftliche Bedeutung

### Alpwirtschaft
Unterhalb des Hündlekopfs gibt es eine dreiteilige Alpwirtschaft mit sommerlicher Bestückung durch Jungvieh. Die Gebäude sind die Alpe Unterhündle, die Mischalpe Mittelhündle und die Sennalpe Oberhündle. Oberhündle ist in der wärmeren Jahreshälfte auch mit ausgewachsenen Rindern besetzt. Die von ihnen gemolkene Milch wird in einer kleinen Sennerei an Ort und Stelle zu Käse und Butter verarbeitet und während des Alpbetriebes verkauft. 

### Sport und Tourismus
Die Hündle-Bahn transportiert in 8er-Gondeln Menschen von der Talstation in 769 Meter Meereshöhe auf 1053 Meter und zurück.
Bis 1992 wurden Weltcup-Skirennen auf dem Hündle abgehalten.
Die Bergstation der Hündlebahn ist Ausgangspunkt einiger Rundwanderrouten und Tourenziele. Im Winter befördern neben der Hündle-Bahn drei Schlepplifte und ein Kinderlift Wintersportler.
Nahe der Bergstation gibt es einen Startplatz für Gleitschirmflieger.